# Даніель Рав'є
Даніель Рав'є (фр. Daniel Ravier, нар. 17 березня 1948, Ліон) — французький футболіст, що грав на позиції півзахисника.
Виступав, зокрема, за клуб «Ліон», а також національну збірну Франції.
Володар Кубка Франції. Володар Суперкубка Франції.

## Клубна кар'єра
У дорослому футболі дебютував 1967 року виступами за команду «Олімпік-2» (Ліон), у якій провів два сезони. 
Своєю грою за цю команду привернув увагу представників тренерського штабу головної команди клубу «Ліон», до складу якого приєднався 1968 року. Відіграв за команду з Ліона наступні шість сезонів своєї ігрової кар'єри. Більшість часу, проведеного у складі «Ліона», був основним гравцем команди. За цей час виборов титул володаря Кубка Франції, ставав володарем Суперкубка Франції.
Згодом з 1974 по 1979 рік грав у складі команд «Реймс» та «Ліон».
Завершив ігрову кар'єру у команді «Вільфранш Божоле», за яку виступав протягом 1979—1982 років.

## Виступи за збірну
У 1973 році дебютував в офіційних матчах у складі національної збірної Франції.
Загалом протягом кар'єри в національній команді, яка тривала 1 рік, провів у її формі 2 матчі.
| Дата       | Місто | Господарі | Результат | Гості  | Турнір           | Голи | Примітки |
| ---------- | ----- | --------- | --------- | ------ | ---------------- | ---- | -------- |
| 8-9-1973   | Париж | Франція   | 3 – 1     | Греція | товариський матч | -    |          |
| 21-11-1973 | Париж | Франція   | 3 – 0     | Данія  | товариський матч | -    |          |
| Усього     |       | Матчів    | 2         |        | Голів            | 0    |          |

## Титули і досягнення
- Володар Кубка Франції (1):

«Ліон»: 1972-1973
- Володар Суперкубка Франції (1):

«Ліон»: 1973